# Tailandia Central

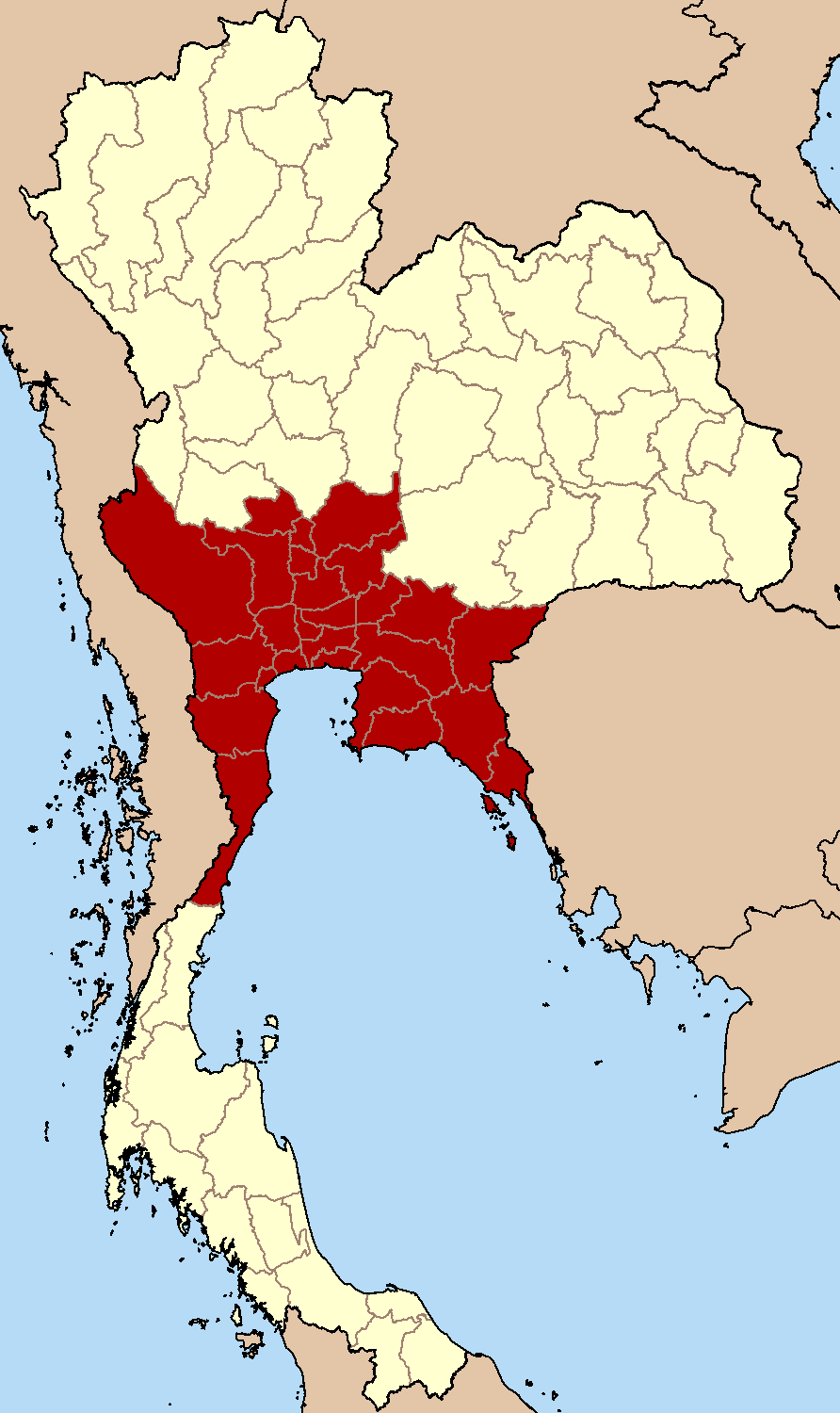
Mapa de la zona central de Tailandia.

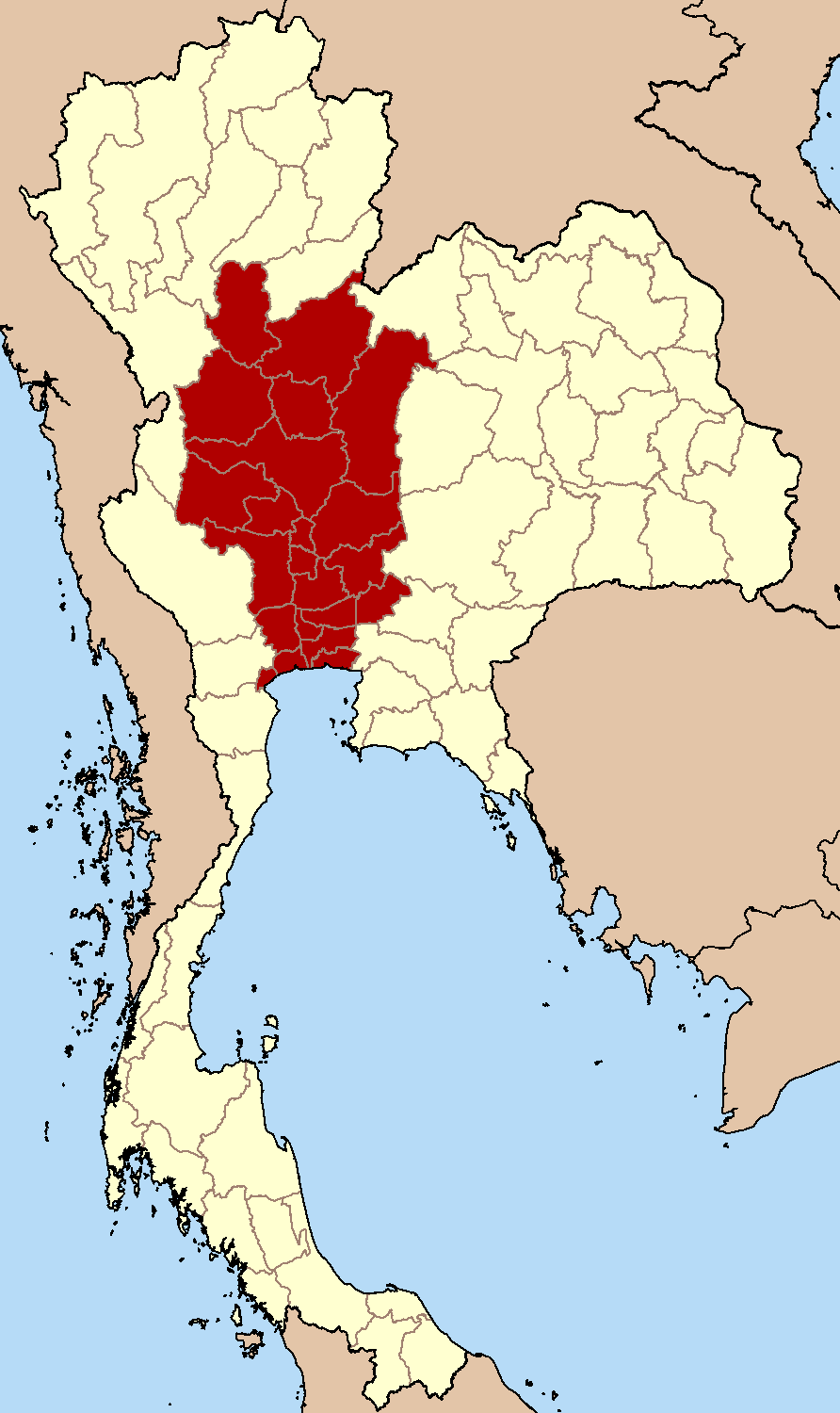
Tailandia central de acuerdo con el sistema de agrupación de seis regiones.

La región central de Tailandia es una de las 4 regiones de Tailandia compuesta por 26 provincias y la Metrópolis de Bangkok. Las regiones de Tailandia no poseen funciones administrativas y son utilizadas únicamente para fines estadísticos y geográficos.

## Administración
Tailandia Central, tal como se define por el sistema de cuatro regiones, está dividida en 26 provincias. Especialmente con propósitos estadísticos se dividen en cuatro grupos:
- Gran Bangkok: Bangkok, Nakhon Pathom, Nonthaburi, Pathum Thani, Samut Prakan, Samut Sakhon
- Tailandia sub-central: Ang Thong, Ayutthaya, Chainat, Lopburi, Nakhon Nayok, Saraburi, Sing Buri
- Tailandia Occidental: Kanchanaburi, Phetchaburi, Prachuap Khiri Khan, Ratchaburi, Samut Songkhram, Suphanburi
- Tailandia Oriental: Chachoengsao, Chanthaburi, Chonburi, Rayong, Prachinburi, Sa Kaeo, Trat